# Rattus sanila
Rattus sanila is een fossiel knaagdier uit het geslacht Rattus dat gevonden is op Nieuw-Ierland. Deze soort is bekend van subfossiele botfragmenten uit de periode tussen het Laat-Pleistoceen en 1000 v.Chr. Het is echter mogelijk dat dit dier nog steeds in de regenwouden van Nieuw-Ierland voorkomt. Deze soort werd oorspronkelijk beschreven als een ondersoort van de Nieuw-Guinese soort Rattus mordax, die een stuk kleiner is. Nog ongepubliceerd onderzoek heeft uitgewezen dat R. sanila zeer verschilt van R. mordax, en in feite waarschijnlijk niet nauw verwant is aan de andere Nieuw-Guinese Rattus-soorten. De patronen van de knobbels op de kiezen van R. sanila zijn namelijk veel complexer dan die van de andere Rattus-soorten in de omgeving.